# Duły
Duły (deutsch Dullen) ist ein Ort in der polnischen Woiwodschaft Ermland-Masuren, das zur Stadt-und-Land-Gemeinde Olecko (Marggrabowa, umgangssprachlich auch Oletzko, 1928–1945 Treuburg) im Powiat Olecki (Kreis Oletzko, 1933–1945 Kreis Treuburg) gehört.

## Geographische Lage
Duły liegt am Nordufer des Dopker Sees (1938–1945 Markgrafsfelder See, polnisch Jezioro Dobskie) im Osten der Woiwodschaft Ermland-Masuren, acht Kilometer westlich der Kreisstadt Olecko.

## Geschichte
Im Jahr 1558 wurde das seinerzeit Dulken, bis 1785 Duhn, danach Duen und später Dullen genannte kleine Dorf gegründet. Es fand später aufgrund eines Pumpwerks sowie zweier Ziegeleien über den Ort hinaus Bedeutung. Von 1874 bis 1945 war die Landgemeinde Dullen in den Amtsbezirk Olschöwen (polnisch Olszewo) eingegliedert, der – 1934 in Amtsbezirk Erlental umbenannt – zum Kreis Oletzko (1933–1945 Kreis Treuburg) im Regierungsbezirk Gumbinnen der preußischen Provinz Ostpreußen gehörte. Im gleichen Zeitraum war Dullen dem Standesamt-Land in Marggrabowa (Treuburg) zugeordnet. Zu der Landgemeinde gehörten als Wohnplätze auch die beiden Ziegeleien Angerburg und Fleischer (Stand: 1905).
Im Jahr 1910 verzeichnete Dullen 309 Einwohner. Ihre Zahl verringerte sich bis 1933 auf 260 und belief sich 1939 noch auf 240.
Aufgrund der Bestimmungen des Versailler Vertrags stimmte die Bevölkerung im Abstimmungsgebiet Allenstein, zu dem Dullen gehörte, am 11. Juli 1920 über die weitere staatliche Zugehörigkeit zu Ostpreußen (und damit zu Deutschland) oder den Anschluss an Polen ab. In Dullen stimmten 208 Einwohner für den Verbleib bei Ostpreußen, auf Polen entfiel keine Stimme.
Im Jahr 1945 kam Dullen in Kriegsfolge mit dem gesamten südlichen Ostpreußen zu Polen und erhielt die polnische Namensform Duły. Heute ist das Dorf Sitz eines Schulzenamtes (polnisch sołectwo) und somit eine Ortschaft im Verbund der Stadt-und-Land-Gemeinde Olecko im Powiat Olecki, bis 1998 der Woiwodschaft Suwałki, seither der Woiwodschaft Ermland-Masuren zugehörig.

## Religionen
Bis 1945 war Dullen in die Evangelische Kirche Marggrabowa (Treuburg) in der Kirchenprovinz Ostpreußen der Evangelischen Kirche der Altpreußischen Union sowie in die katholische Pfarrkirche Marggrabowa im Bistum Ermland eingepfarrt.
Die katholischen Kirchenglieder im heutigen Duły sind ebenfalls nach Olecko – heute im Bistum Ełk (deutsch Lyck) der Römisch-katholischen Kirche in Polen gelegen – hin orientiert, während die evangelischen Einwohner die Kirche in Ełk oder in Gołdap (deutsch Goldap), beide der Diözese Masuren der Evangelisch-Augsburgischen Kirche in Polen zugeordnet, besuchen.

## Verkehr
Duły liegt verkehrsgünstig an der bedeutenden Woiwodschaftsstraße DW 655, die die beiden zur Woiwodschaft Ermland-Masuren gehörenden Regionen Giżycko (Lötzen) und Olecko mit der in der Woiwodschaft Podlachien gelegenen Region Suwałki verbindet. Außerdem endet eine von Cichy (deutsch Czychen, 1938–1945 Bolken) – in der Gmina Świętajno (Schwentainen) gelegen – kommende Nebenstraße in Duły.
Eine Bahnanbindung besteht nicht mehr. Bis 1945 war Gordeiken (polnisch Gordejki) die nächste Bahnstation; sie lag an der Bahnstrecke Kruglanken–Marggrabowa (Oletzko)/Treuburg (polnisch Kruklanki–Olecko), die in Kriegsfolge nicht mehr befahren wurde.